# Pangrapta indentalis
Pangrapta indentalis là một loài bướm đêm trong họ Erebidae.